# 宮内庁式部職
式部職（しきぶしょく）は、宮内庁の内部部局のひとつである。

## 事務
宮内庁法第7条　式部職においては、左の事務をつかさどる。
一　儀式に関すること。
二　交際に関すること。
三　雅楽に関すること。

## 職員

### 式部官長
式部職の責任者で特別職である。給与は特別職の上皇侍従長と指定職8号俸（事務次官級）の宮内庁次長と同等である。

### 式部副長
皇室の儀式担当と国際親善担当の計2名が置かれる。特に後者は外務省出身者が起用される。

### 式部官
式部官のうち、宮内庁長官の定める3名は、それぞれ命を受けて、儀式、交際及び雅楽に関する事務を分掌する。

## 楽部
| 宮内庁楽部 |  | 庁舎内の舞台 |
| 宮内庁楽部 |  | 庁舎内の舞台 |

雅楽の演奏・演舞を担当しているが、宮中晩餐会などで演奏される洋楽も担当している。
楽長(3名、内1名は首席楽長)、楽長補、楽師、楽生で構成されており、楽長、楽長補、楽師は重要無形文化財「雅楽」の保持者（総合認定）である。
かつては、多氏、安倍氏、豊（ぶんの）氏、東儀氏、上（うえ）氏、薗（その）氏等、楽家と呼ばれる一族の世襲職であったが、現在では半数以上が一般家庭出身である。

## 御料鵜飼
鵜飼いは日本の伝統的漁法であるが、一部宮内庁の保護で行われているものが存在し、鵜匠には宮内庁式部職鵜匠として国家公務員の身分が認められている。

## 歴代式部官長
宮内府が短い年間設置された当時、1947年（昭和22年）から1949年（昭和24年）頃は、「式部寮」であり責任者は「式部頭（しきぶのかみ）」であった。
| 代       | 氏名       | 在任期間                                                      | 備考                         |
| 式部頭   | 式部頭     | 式部頭                                                        | 式部頭                       |
| -------- | ---------- | ------------------------------------------------------------- | ---------------------------- |
| -        | 松平康昌   | 1947年（昭和22年）03月27日 - 1947年（昭和22年）05月02日       | 親任官待遇                   |
| -        | 松平康昌   | 1947年（昭和22年）05月03日 - 1949年（昭和24年）05月31日       |                              |
| 式部官長 |            |                                                               |                              |
| 1        | 松平康昌   | 1949年（昭和24年）06月01日 - 1957年（昭和32年）01月04日（亡） |                              |
| 2        | 原田健     | 1957年（昭和32年）02月01日 - 1968年（昭和43年）09月10日（願） |                              |
| 3        | 島重信     | 1968年（昭和43年）09月10日 - 1973年（昭和48年）01月16日（願） | 姓は島                       |
| 4        | 湯川盛夫   | 1973年（昭和48年）01月16日 - 1979年（昭和54年）08月14日（願） |                              |
| 5        | 安倍勲     | 1979年（昭和54年）08月14日 - 1989年（平成元年）06月20日（願） |                              |
| 6        | 角谷清     | 1989年（平成元年）06月20日 - 1995年（平成07年）09月08日（願） |                              |
| 7        | 渡邉允     | 1995年（平成07年）09月08日 - 1996年（平成08年）12月12日       |                              |
| 8        | 苅田吉夫   | 1996年（平成08年）12月12日 - 2003年（平成15年）07月08日（願） |                              |
| 9        | 川島裕     | 2003年（平成15年）07月08日 - 2007年（平成19年）06月15日       |                              |
| 10       | 原口幸市   | 2007年（平成19年）06月15日 - 2009年（平成21年）10月04日（亡） |                              |
| -        | （肥塚隆） | 2009年（平成21年）10月08日 - 2009年（平成21年）10月20日       | 式部官長事務代理（式部副長） |
| 11       | 河村武和   | 2009年（平成21年）10月20日 - 2012年（平成24年）09月01日（願） |                              |
| 12       | 小田野展丈 | 2012年（平成24年）09月01日 - 2014年（平成26年）09月01日（願） |                              |
| 13       | 河相周夫   | 2014年（平成26年）09月01日 - 2015年（平成27年）05月01日       |                              |
| 14       | 秋元義孝   | 2015年（平成27年）05月01日 - 2023年（令和5年）04月01日        |                              |
| 15       | 伊原純一   | 2023年（令和5年）04月01日 -                                   |                              |